# Jürgen Heidrich
Jürgen Heidrich (* 6. März 1959 in Osterode am Harz) ist ein deutscher Musikwissenschaftler. Seit 2004 ist er Inhaber des Lehrstuhls für Musikwissenschaft an der Westfälischen Wilhelms-Universität Münster.

## Leben
Heidrich schloss ein Musikstudium an der Staatlichen Hochschule für Musik und Theater Hannover 1983 mit Diplomprüfung ab. Anschließend studierte er an der Georg-August-Universität Göttingen Musikwissenschaft sowie Mittlere und Neuere Geschichte und Lateinische Philologie des Mittelalters. 1992 wurde er dort mit einer Arbeit über Die deutschen Chorbücher aus der Hofkapelle Friedrichs des Weisen promoviert (Betreuer: Martin Staehelin). Ab 1993 war er als Wissenschaftlicher Assistent am Musikwissenschaftlichen Seminar der Universität Göttingen tätig und habilitierte sich 1999 über das Thema Protestantische Kirchenmusikanschauung in der zweiten Hälfte des 18. Jahrhunderts. Er nahm Lehrstuhlvertretungen in Bern und Münster wahr und ist seit dem Sommersemester 2004 Inhaber des Lehrstuhls für Musikwissenschaft an der Westfälischen Wilhelms-Universität Münster.
Heidrich war Leiter des Projekts „Formen symbolischer Kommunikation in der Messvertonung des 15. und 16. Jahrhunderts“ im SFB 496 an der Universität Münster und ist Herausgeber der Abhandlungen zur Musikgeschichte. Er ist Mitglied der Musikgeschichtlichen Kommission, Beiratsmitglied der Internationalen Heinrich-Schütz-Gesellschaft und des Joseph-Haydn-Instituts e.V. und seit 2008 ordentliches Mitglied der Akademie der Wissenschaften zu Göttingen.
Heidrichs Forschungsschwerpunkte sind die Musik des 15. bis und 17. Jahrhunderts, Georg Friedrich Händel, Heinrich Schütz, die Musikästhetik und Kunstanschauung im 18. Jahrhundert und das Oratorium im 19. Jahrhundert.

## Schriften (Auswahl)
Monographien

- Die deutschen Chorbücher aus der Hofkapelle Friedrichs des Weisen. Ein Beitrag zur mitteldeutschen geistlichen Musikpraxis um 1500, Baden-Baden 1993 (Sammlung musikwissenschaftlicher Abhandlungen, Bd. 84).

- Protestantische Kirchenmusikanschauung in der zweiten Hälfte des 18. Jahrhunderts: Studien zur Ideengeschichte 'wahrer' Kirchenmusik, Göttingen 2001 (Abhandlungen zur Musikgeschichte, Band 7).

Herausgeberschaften/Editionen

- mit Ulrich Konrad: Traditionen in der mitteldeutschen Musik des 16. Jahrhunderts. Symposiumsbericht Göttingen 1997, Göttingen 1999.

- mit Ulrich Konrad, Hans Joachim Marx: Musikalische Quellen – Quellen zur Musikgeschichte. Festschrift Martin Staehelin zum 65. Geburtstag, Göttingen 2002.

- mit Dominik Höink: Gewalt – Bedrohung – Krieg. Georg Friedrich Händels Judas Maccabaeus. Interdisziplinäre Studien. Göttingen 2010.

- mit Johannes Schilling: Martin Luther, Die Lieder, Stuttgart 2017.

- mit Golo Berg, Michael Custodis: Musik für Münster. Die Geschichte des Städtischen Orchesters 1919–2019, Münster 2019.